# Brahim Díaz
Brahim Abdelkader Díaz (* 3. August 1999 in Málaga, Spanien) ist ein marokkanisch-spanischer Fußballspieler. Der offensive Mittelfeldspieler steht bei Real Madrid unter Vertrag.

## Karriere

### Vereine

#### Manchester City
Díaz wechselte im Jahr 2013 vom FC Málaga zu Manchester City. Dort durchlief er die Jugendmannschaften, sammelte ab Oktober 2015 jedoch auch erste Erfahrungen in der U23 Premier League. Sein Debüt in der ersten Mannschaft gab er am 21. September 2016, als er beim 2:1-Sieg im League Cup gegen Swansea City in der 80. Minute für Kelechi Iheanacho eingewechselt wurde. In der Spielzeit 2017/18 gehörte Díaz fest zum Profikader und spielte neben je einem Einsatz im League Cup und FA Cup auch dreimal in der Champions League sowie fünfmal in der Premier League. Mit City gewann er in der Saison den Ligapokal sowie die englische Meisterschaft. Am 1. November 2018 wurde Díaz von Trainer Pep Guardiola im Achtelfinale des League Cups aufgeboten und erzielte beim 2:0-Heimsieg gegen den FC Fulham seine ersten beiden Pflichtspieltore für Citys erste Mannschaft.

#### Real Madrid
Anfang Januar 2019 kehrte Díaz nach Spanien zurück und wechselte zu Real Madrid. Er erhielt einen Vertrag mit einer Laufzeit bis zum 30. Juni 2025 und läuft seither unter seinem Vornamen Brahim auf. Unter dem Cheftrainer Santiago Solari kam er auf einen Ligaeinsatz. Nachdem Zinédine Zidane die Mannschaft im März 2019 übernommen hatte, kam Díaz bis zum Ende der Saison 2018/19 in acht weiteren Ligaspielen zum Einsatz, in denen er ein Tor erzielte. Auch in der Saison 2019/20 konnte sich Díaz nicht durchsetzen. Er kam auf 6 Einwechslungen in der Liga und wurde spanischer Meister. Daneben spielte Díaz 3-mal in der Copa del Rey und erzielte ein Tor.

#### Leihe zur AC Mailand
Zur Saison 2020/21 wechselte Díaz für ein Jahr auf Leihbasis in die italienische Serie A zur AC Mailand. Sein Debüt für Milan absolvierte er im September 2020 in der Qualifikation zur Europa League. Sein erstes Tor folgte im September am 2. Spieltag der Serie A beim 0:2-Auswärtssieg gegen den FC Crotone. Díaz war in Mailand auf Anhieb ein wichtiger Spieler und kam bei seinem neuen Verein regelmäßig zum Einsatz. Daraufhin wurde die Leihe im Juli 2021 bis zum 30. Juni 2023 verlängert. Auch in der folgenden Spielzeit 2021/22 stand Díaz regelmäßig in der Startelf von Milan und hatte dadurch einen großen Anteil am Gewinn der italienischen Meisterschaft. In drei Jahren in Mailand absolvierte Brahm 124 Pflichtspiele, erzielte dabei 18 Tore und legte weiter 15 Tore vor.

#### Rückkehr zu Real Madrid
Im Sommer 2023 kehrte Díaz nach drei Jahren in Italien zurück zu Real Madrid.

### Nationalmannschaft
Díaz debütierte am 10. Februar 2016 beim 2:1-Sieg im Freundschaftsspiel gegen Griechenland in der spanischen U17-Nationalmannschaft. Im Mai 2016 spielte er mit ihr bei der U17-Europameisterschaft in Aserbaidschan und erreichte mit seiner Mannschaft das Finale, das sie im Elfmeterschießen gegen Portugal verlor. Díaz kam in allen sechs Spielen seiner Mannschaft zum Einsatz und erzielte drei Tore. Nach dem Finale wurde Díaz in die Mannschaft des Turniers berufen.
Für die U19-Auswahl spielte Díaz von November 2016 bis März 2018 achtmal. Am 1. September 2017 absolvierte er beim 3:0-Sieg im Testspiel gegen Italien sein erstes Spiel für die U21, für die er ab Oktober 2020 zu weiteren Einsatz kam. Mit der U21 nahm er an der U21-Europameisterschaft 2021 teil, bei der die Mannschaft im Halbfinale ausschied.
Anfang Juni 2021 debütierte Díaz bei einem 4:0-Sieg gegen Litauen in der A-Nationalmannschaft und erzielte dabei sein erstes Länderspieltor. Aufgrund von COVID-19-Fällen im Kader für die kurze Zeit später beginnende Europameisterschaft 2021 traten die Spieler, die zuvor die U21-EM absolviert hatten, bei diesem Spiel an.
Im März 2024 gab Díaz bekannt, künftig für die marokkanische Nationalmannschaft aufzulaufen.

## Titel
International
- Champions-League-Sieger: 2024
- Interkontinental-Pokalsieger: 2024
- UEFA-Super-Cup-Sieger: 2024

England
- Meister: 2018
- Ligapokalsieger: 2018
- Supercupsieger: 2018

Spanien
- Meister (2): 2020, 2024
- Supercupsieger (2): 2020, 2024

Italien
- Meister: 2022

Individuell
- Aufnahme in die Mannschaft des Turniers der U17-Europameisterschaft: 2016